# 荒神橋 (広島市)
荒神橋（こうじんばし）は、広島県広島市の猿猴川にかかる道路橋。現存する被爆橋梁の一つ。

## 概要
1939年（あるいは1940年）車道と広島電鉄本線の軌道がある併用橋として架橋、1945年広島市への原子爆弾投下の際には落橋を免れた。2025年の本線の駅前大橋ルートへの変更に伴い道路橋となった。
左岸側はJR広島駅前となる。上流側に猿猴橋、下流側に大正橋がある。西詰から西へ道沿いにまっすぐ進むと稲荷大橋がある。ここは広島県道164号広島海田線・広島県道37号広島三次線の重複区間であり、東詰の荒神三叉路・荒神陸橋と続くこの区間は市内でも有数の交通渋滞地点である。
2025年現在、京橋・栄橋・比治山橋・猿猴橋・観光橋と共に、現存する被爆橋梁である。

## 歴史
1912年（大正元年）広島電気軌道開通に伴い単線の電車専用木橋として架橋。1939年（昭和14年）、道路併用橋に改修、鉄筋コンクリート橋として再架橋された。
1945年（昭和20年）8月6日原爆被災。ここは爆心地より約1.91kmに位置した。爆風により欄干が破壊されたが落橋からは免れた。そのため、広島市内から当時救護所に指定されていた東練兵場（現在の東区光町・若草町一帯）への避難経路として使われた。
西詰には広島電鉄本線と広島電鉄皆実線の切り替えを行う、鋳物製の転轍機があった。昔は人力で動かしていたが1955年に自動化に伴い設置された。通常は道路に埋め込まれるが荒神橋の強度を損なわないよう橋上に設置したという。
2016年1月、物損事故により花崗岩製の欄干が破損した。同年度中に復旧工事が行われ、元の素材を再利用し完全に破壊された部分は元の素材に近い人工石で復旧された。
2025年広電本線の駅前大橋ルートへの付替えに伴い、荒神橋の軌道が撤去され、4車線化が進められた。